# Acatalepsia
Acatalepsia (em grego clássico: α̉-καταλαμβάνειν acatalepsia) em filosofia, é a incompreensão ou a impossibilidade de compreender ou conceber uma coisa  Os  pirrônicos tentaram mostrar, enquanto céticos da Academia Platônica uma acatalepsia absoluta; todas ciências ou conhecimentos humanos, de acordo com eles, não vão além das aparências e verossimilhança. Na Antiguidade, doutrina dos filósofos céticos, segundo a qual o conhecimento humano não passa de probabilidade e nunca chega à certeza; adiaforia, adiaforismo.
É a antítese da doutrina  estoica de  catalepsia ou apreensão. Segundo os estoicos, a catalepsia era a verdadeira percepção, mas para os céticos, todas as percepções eram acatalépticas, ou seja, não tinham nenhuma conformidade com os objetos percebidos, ou, se suportavam qualquer conformidade, nunca poderias ser conhecidos.